# Stalybridge
Stalybridge (/ˌsteɪliˈbrɪdʒ/) é uma cidade no norte da Inglaterra, a cerca de 10 milhas de Manchester. A cidade está localizada no distrito de Tameside, no condado de Greater Manchester, no noroeste da Inglaterra. De acordo com dados do censo de 2021, realizado pelo Office for National Statistics, a cidade possui uma população de 26.830 habitantes.